# (10708) Richardspalding
(10708) Richardspalding est un astéroïde de la ceinture principale.

## Description
(10708) Richardspalding est un astéroïde de la ceinture principale. Il fut découvert le 25 octobre 1981 à l'Observatoire Palomar par Schelte J. Bus. Il présente une orbite caractérisée par un demi-grand axe de 2,91 UA, une excentricité de 0,08 et une inclinaison de 3,1° par rapport à l'écliptique.